# Curtis Harnett
Curtis Melvin Harnett (conocido como Curt Harnett; Toronto, 14 de mayo de 1965) es un deportista canadiense que compitió en ciclismo en la modalidad de pista, especialista en la prueba de velocidad individual.
Participó en cuatro Juegos Olímpicos de Verano, entre los años 1984 y 1996, obteniendo en total tres medallas: plata en Los Ángeles 1984 en la prueba del kilómetro contrarreloj, bronce en Barcelona 1992 en velocidad inndividual y bronce en la misma prueba en Atlanta 1996.
Ganó dos medallas de plata en el Campeonato Mundial de Ciclismo en Pista, en los años 1990 y 1995.

## Medallero internacional
| Juegos Olímpicos   | Juegos Olímpicos             | Juegos Olímpicos  | Juegos Olímpicos         |
| Año                | Lugar                        | Medalla           | Competición              |
| ------------------ | ---------------------------- | ----------------- | ------------------------ |
| 1984               | Los Ángeles (Estados Unidos) | Medalla de plata  | 1 km contrarreloj        |
| 1992               | Barcelona (España)           | Medalla de bronce | Velocidad individual     |
| 1996               | Atlanta (Estados Unidos)     | Medalla de bronce | Velocidad individual     |
| Campeonato Mundial |                              |                   |                          |
| Año                | Lugar                        | Medalla           | Competición              |
| 1990               | Maebashi (Japón)             | Medalla de plata  | Velocidad individual (A) |
| 1995               | Bogotá (Colombia)            | Medalla de plata  | Velocidad individual     |